# Остров Виктория (полярная станция)
Остров Виктория — закрытая всесезонная полярная станция, которая была основана СССР в Арктике. Находится в России на Острове Виктория, на севере Баренцевого моря. Станция принадлежала к гидрометеорологической службе Диксона.

## История
Станция была основана 1 ноября 1959 года, ее первым директором был В. Бучин. Здания станции располагались в северной части острова на мысе Книпович, единственной незамерзающей части острова. К востоку от станции находилась колония моржей, а на западе с 1985 года — радар сил ПВО. На ледяном куполе острова ранее находился аэродром.
В течение сезонов 1962/1963 и 1967/1968 годов станция приостанавливала работу из-за логистических проблем. Станция была закрыта и законсервирована в 1994 году.